# Октаедрична структура

Октаедр, натисніть тут для обертання моделі

Октаедри́чна структу́ра (англ. octahedral structure) — структура з формою октаедра, в центрі якого атом, зв'язаний з шістьма іншими атомами або групами, що знаходяться у вершинах фігури. Центральний атом не має вільної електронної пари. Прикладом октаедричної структури є гексаціаноферат-аніон Fe(CN)63-.